# MUSIC MAN SHIP
《MUSIC MAN SHIP》，是日本樂團可苦可樂的第4張錄音室專輯。2004年11月3日發行。

## 簡介
前作《STRAIGHT 》約1年之後發行。
收錄了《永遠在一起》和《Million Films》兩首單曲和合作單曲《每天早晨與我同在。》重新錄製了可苦可樂版本。
分初回限定盤和通常盤兩個版本，初回盤附送DVD。
從第一至第三張專輯由笹路正徳製作，直到第四張專輯它成為第一張自製專輯。首次取得頭3位的作品。

## 收錄曲目
全編曲：可苦可樂、特記除外　全作詞及作曲：小淵健太郎、特記除外
1. 東京的冬天（東京の冬）
電裝傳感系統 廣告歌
2. Million Films
3. BOYS ON THE RUN（ボーイズ・オン・ザ・ラン）　作詞、作曲：馬場俊英
馬場俊英的翻唱歌曲
4. 永遠在一起（永遠にともに）
5. Rising　作詞、作曲：黑田俊介
6. 聽見光之誓言的日子（光の誓いが聴こえた日）
7. DOOR　作詞、作曲：黑田俊介
8. 結語
首次以女性觀點所寫的失戀歌。
9. HUMMING LIFE
10. 大家一起來！（この指とまれ！）
以世界和平為題的歌。
11. 從這裡開始 -Album version- （ここから -Album version-）
12. 每天早上都躺在我的身邊-sweet drip mix- (bonus track)（毎朝、ボクの横にいて。-sweet drip mix-）　作詞、作曲：所喬治

## 外部連結
- MUSIC MAN SHIP